# Taula de billar
La taula de billar (o taula de pool) és una taula sobre la qual es practica el joc del billar. En l'era moderna, la taula ofereix una superfície llisa coberta d'una tela i envoltada d'amortidors de cautxú vulcanitzat, tot això elevat sobre el sòl.

## Història

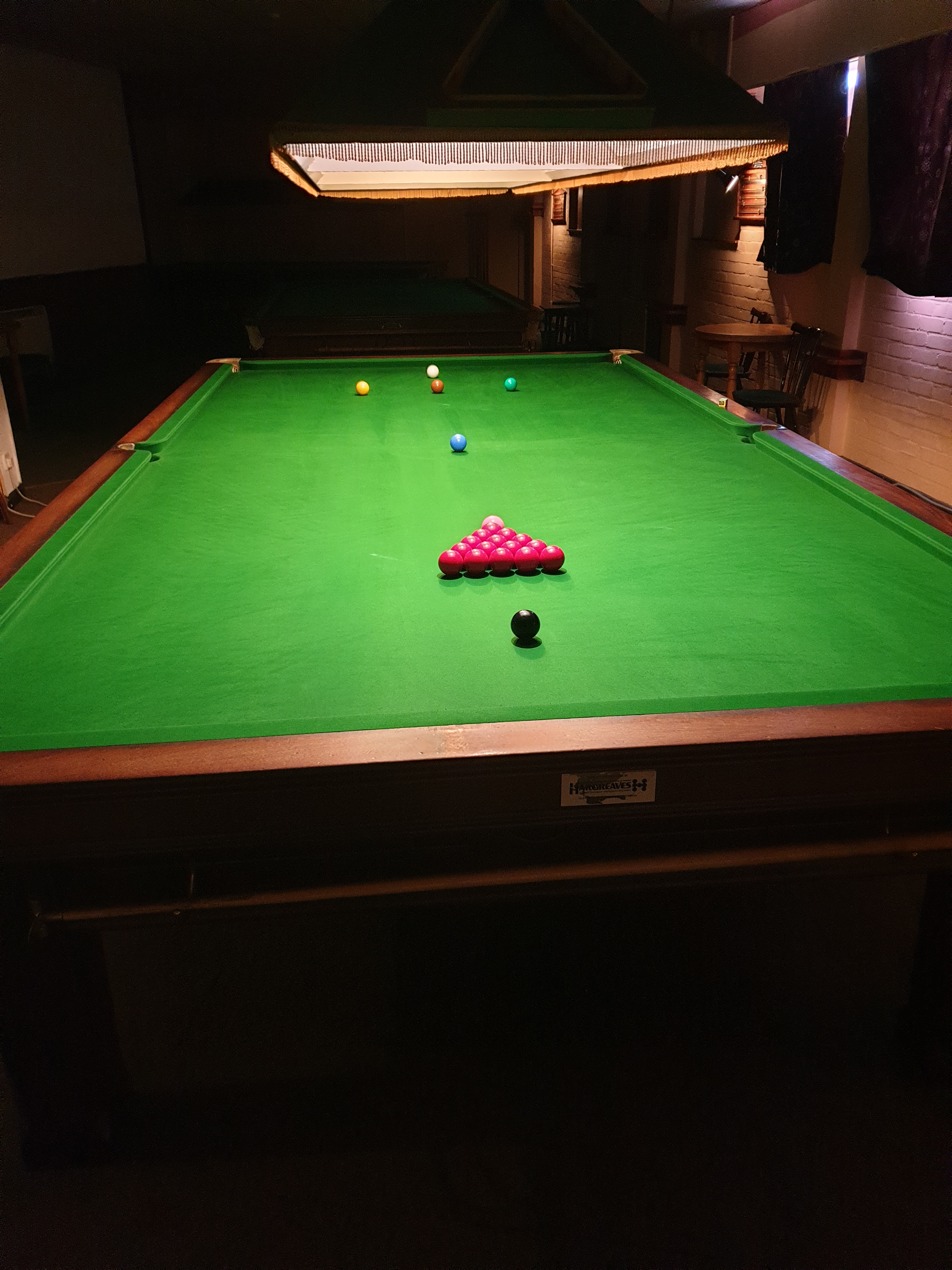
Taula de billar.

El billar com a veritable i molt luxós moble destinat a esplai domèstic es deriva dels diferents jocs de boles que s'han practicat des de temps remots. Sembla una invenció francesa, ja practicada en els últims segles de l'edat mitjana. El disseny de la taula ha seguit les variants de l'estil del Renaixement i els capritxos del gust igual que els altres mobles de saló i gabinet.
La taula de billar més antiga que es coneix es trobava en la cort de Lluís XI de França (1461–1483); consistia simplement en gespa col·locada sobre una taula qualsevol que fos àmplia. Les taules cobertes de tela específiques per a billar amb amortidors de fusta (fets de capes de feltre o folrades amb palla) aviat van evolucionar quan la popularitat del joc es va estendre entre els francesos i els aristòcrates europeus.
Tot i la demanda cada vegada major de taules a Europa, cap dels fabricants de mobiliari d'aquells temps no es va especialitzar a construir-ne. Cap al 1840, el tauler de les taules estava fet de pissarra, tal com es fa avui en taules de qualitat. El fabricant anglès John Thurston va ser decisiu en aquest canvi, que havia estat provant aquest tipus de superfície des del 1826. Després d'experimentar amb pèl, drap i plomes com a material per als amortidors, també hi va introduir els topalls de cautxú el 1835. Inicialment, això no va tenir èxit ja que l'elasticitat del cautxú varia amb la temperatura ambient. Després de tractar de distribuir escalfadors de cautxú amb un èxit parcial, a Thurston el va salvar la vulcanització, descoberta el 1843 per l'enginyer britànic Thomas Hancock. Hancock va utilitzar cautxú vulcanitzat per als seus últims amortidors i encara l'usen molts fabricants avui dia (alguns utilitzen materials sintètics). El primer conjunt de Thurston va ser presentat a la Reina Victòria.
Als Estats Units, la fabricació de taules de billar s'ha desenvolupat des d'almenys mitjan segle XIX. El precursor de la Brunswick Company va començar a fabricar-ne comercialment el 1845. A San Francisco, Califòrnia, n'hi havia diversos fabricants a la fi del segle.

## Parts i equipament

### Troneres
Les taules de billar americà tenen sis butxaques: una en cada cantonada i dues en el centre de les bandes llargues. Les taules de billar francès (o carambola) no tenen butxaques.

### Amortidors
Els amortidors estan situats en el costat interior de la taula de fusta. N'hi ha de diferents materials i filosofies en el disseny d'amortidors de cautxú. Els topalls estan fets d'un material elàstic com ara el cautxú vulcanitzat (de goma o sintètic). El seu objecte és que les boles de billar rebotin minimitzant la pèrdua d'energia cinètica.
La distància d'una instal·lació adequada d'amortidors fins a la taula és d'1 7/16" quan s'usen boles de 2 1/4".

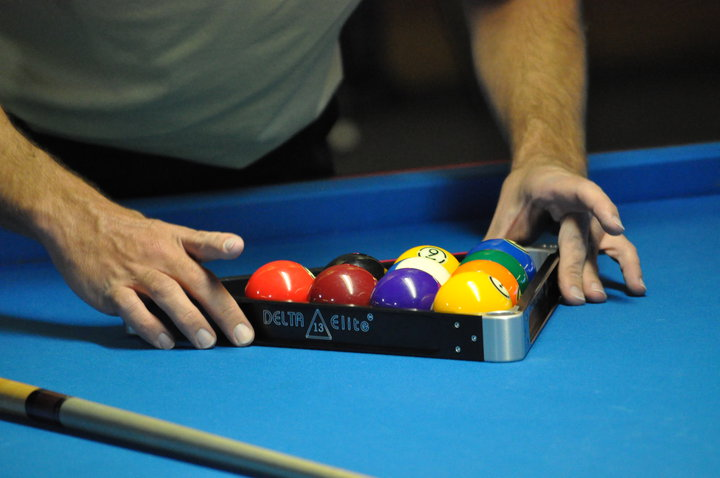
Boles de billar

El perfil dels amortidors que és l'angle en relació amb la base de la taula varia en funció dels tipus de taula.
La taula americana estàndard és la de perfil K-66, que és el definit pel Congrés de Billar d'Amèrica; té una base de 1-3/16 polzades i una altura d'1 polzada. Això fa que les boles rebotin d'una forma més o menys predictible durant el joc.
En una taula de billar francès, s'utilitza el perfil K-55 (amb una mena d'angle més agut que els amortidors de billar). Els amortidors K-55 porten tela vulcanitzada, habitualment lona, sobre el cautxú, per a ajustar l'exactitud del rebot de la bola i la seva velocitat.
Finalment, les taules de snooker poden usar un perfil en forma de L com el perfil L-77. Això és sobretot perquè en l'snooker s'usen boles de diàmetre inferior i entrades a les butxaques més estretes que en una de billar.

### Tela
La tela de billar (a vegades, anomenada erròniament feltre) és un tipus de tela específica que cobreix la part superior de l'àrea de joc de la taula. Estan cobertes per tela de billar de 21–24 unces (encara que algunes teles més barates de 19 unces estan disponibles), el verd és el seu color representatiu (que recorden els jocs originals que es jugaven sobre gespa, dels quals va sorgir el billar) i consisteix bé en llana teixida o llana/niló anomenada drap.
La majoria de les taules de bar que suporten molta activitat utilitzen un drap més lent i gruixut perquè pot suportar millor l'ús. Aquest tipus de tela es diu tela de llana. En contrast, la tela de les taules d'alta qualitat es fan d'un teixit del tipus de la llana de worsted que dona un rodatge més veloç a les boles. La tela de snooker té habitualment un borrissol direccional sobre el qual les boles corren de manera diferent si van a favor o en contra de la direcció del pèl.